# Sphaerosyllis hermaphrodita
Sphaerosyllis hermaphrodita är en ringmaskart som beskrevs av Westheide 1990. Sphaerosyllis hermaphrodita ingår i släktet Sphaerosyllis och familjen Syllidae. Inga underarter finns listade i Catalogue of Life.